# Ponte Memorial Mears

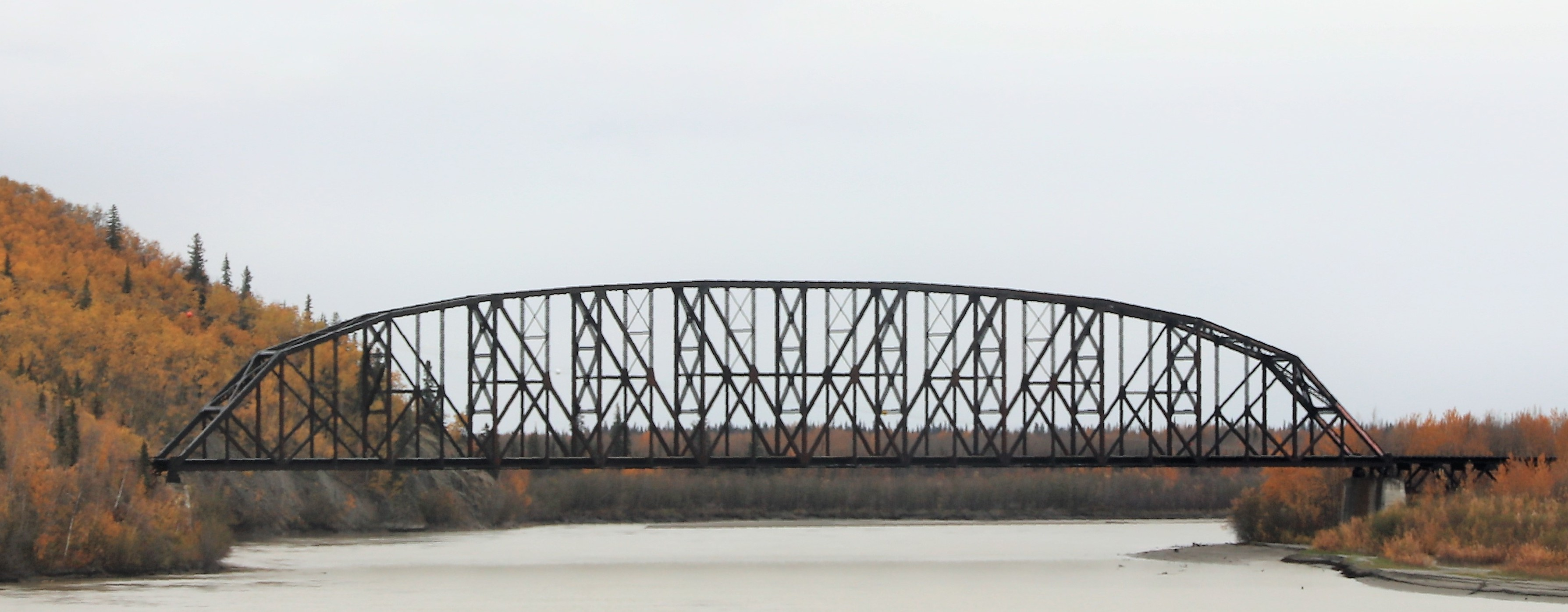
Ponte Memorial Mears em 2016

A Ponte Memorial Mears (Mears Memorial Bridge) é uma ponte treliçada [en] na Ferrovia do Alasca, concluída em 1923. A ponte atravessa o rio Tanana em Nenana e, com 210 metros de comprimento, é uma das maiores pontes treliçadas simples do mundo.

## Histórico

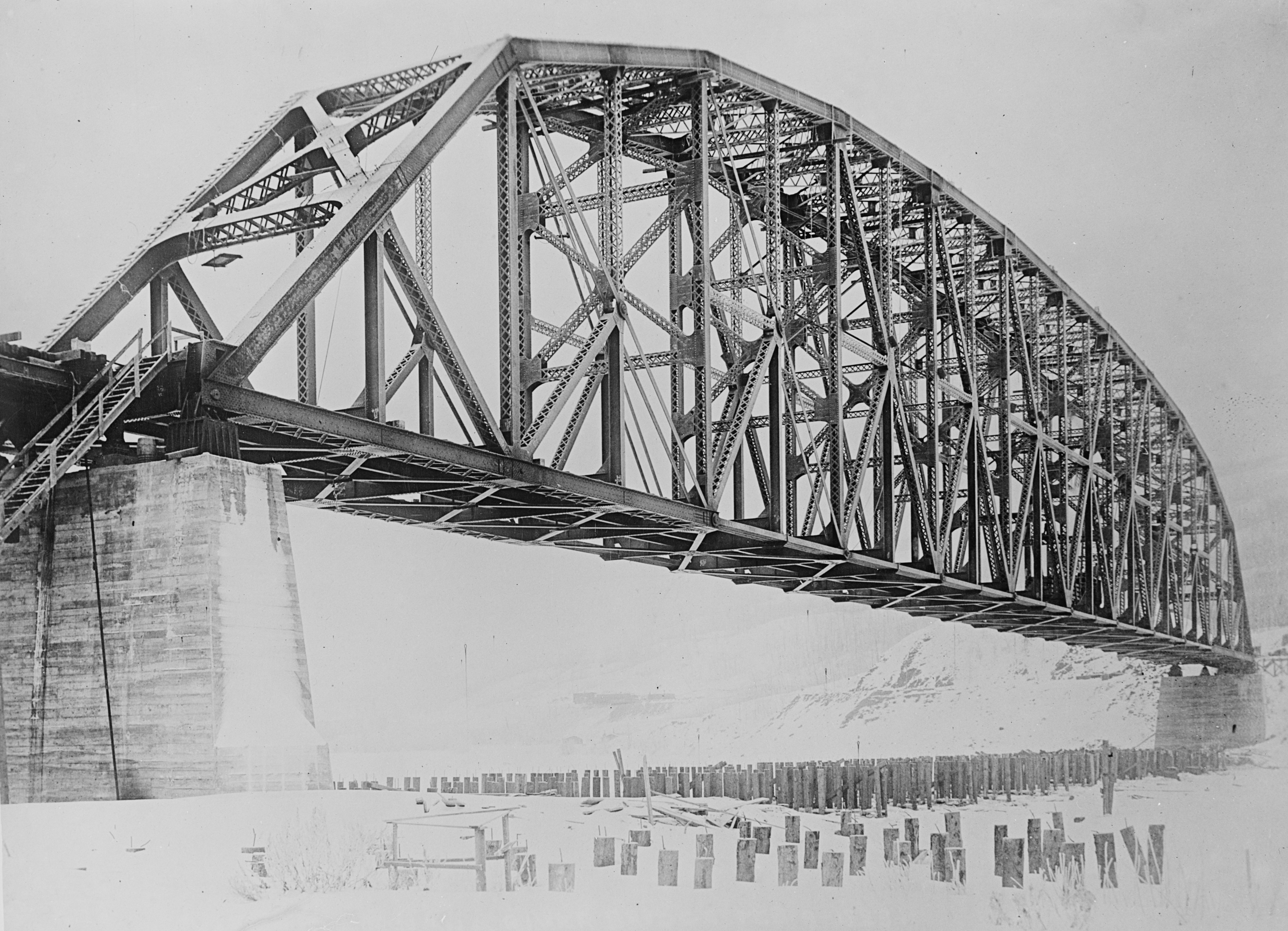
Vista da ponte logo após sua conclusão em 1923

A ponte recebeu o nome do coronel Frederick Mears, que foi presidente e engenheiro-chefe da Comissão de Engenharia do Alasca [en], a construtora e operadora original da ferrovia.
A ponte foi o elo final da ferrovia, entrando em serviço em fevereiro de 1923, um ano depois que o restante da linha de 760 quilômetros foi concluída. A CEA contratou a firma de Chicago de Ralph Modjeski e Angier para projetar a ponte e a American Bridge Company para fabricá-la e erguê-la. Quando concluída, esta ponte treliçada simples da Pensilvânia com 210 metros de comprimento era o maior vão treliçado nos Estados Unidos e seus territórios. Esta ponte ainda é classificada como o maior vão de qualquer tipo no Alasca. Em 1999, era então a terceira maior ponte treliçada simples da América do Norte.
O presidente Warren G. Harding fez uma visita histórica ao Alasca em 1923 e participou de uma cerimônia para cravar o último prego na extremidade norte da ponte em 15 de julho. Foi uma das últimas aparições públicas de Harding, pois ele morreu 18 dias depois durante sua turnê pelo oeste.

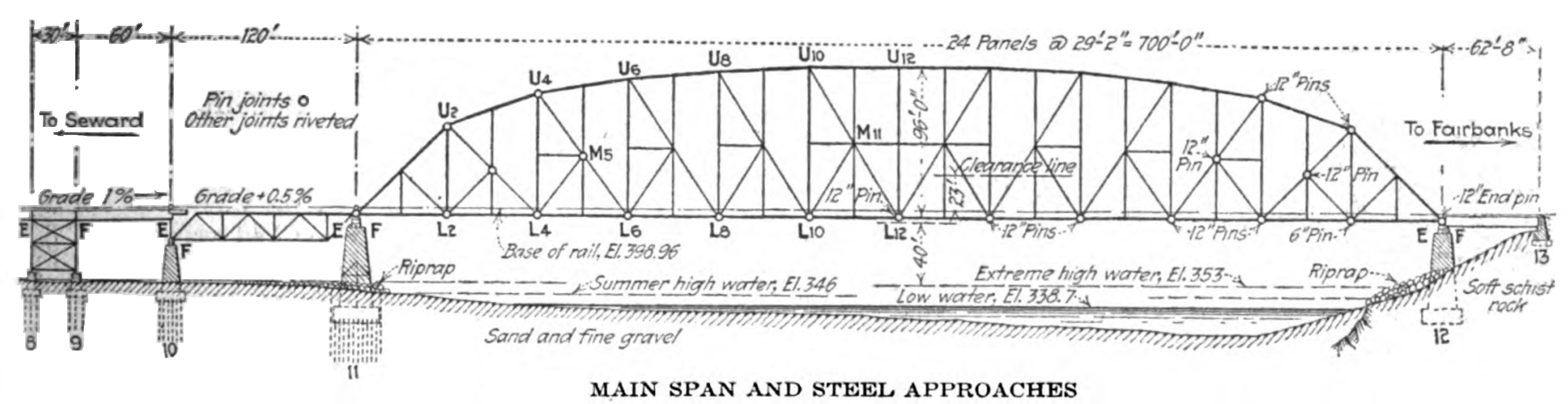
Plano da ponte (1923)

A visita de Harding foi a primeira de um presidente dos Estados Unidos ao Alasca e marcou a conclusão da Ferrovia do Alasca. Harding também fez discursos em Anchorage, Seward e Fairbanks, onde recebeu um cachorro chamado Laddie Boy.
A construção da ponte foi supervisionada de perto pelo coronel Frederick Mears, presidente da Comissão de Engenharia do Alasca. Ele foi substituído como presidente em março de 1923, três meses antes da inauguração da ponte, que completou os 760 quilômetros da Ferrovia do Alasca.